# Gilla Mo Dutu Úa Caiside
Gilla Mo Dutu Úa Caiside (fl. 1147) fue un poeta gaélico irlandés.
Estrechamente asociado con Tighearnán Ua Ruairc, Rey de Breifne, fue parte del monasterio de Daminis y, posiblemente de la iglesia de Ard Brecáin; aparentemente fue un clérigo.
Sus dos composiciones más famosas son Éri óg inis na náem y An Banshenchas.
La familia Ó Caiside llegó a ser prominente en Fermanagh alrededor del siglo XIV, y muchos de ellos se transformaron en médicos herederos de los caudillos Maguire.

## Obras
- Éri óg inis na náem
- A Banshenchas (Ádam óenathair na ndóene)
- 8 poemas en las vidas de San Mo Laisse y M'Áedóc
  - Ca lion mionn ag Maodhócc
  - Cert Maodhócc ar shluagh Mhancach
  - Comhroinn Maodhócc, fa mór modh
  - Eittirbretha Maodhócc min
  - Uasal an mac, mac Setna
  - Cia is fearr cairt ar dháil mláisi
  - Cia thairngir mlaisi ria theacht
  - Molaisi eolach na heagna
- Cuibdea comanmann na rig
- Sé rígh déag Eoghain anall